# Artur Czyżyk
Artur Czyżyk (ur. 6 lutego 1927 w Bodzentynie, zm. 15 lipca 2012) – polski lekarz, diabetolog, nauczyciel akademicki, wieloletni kierownik Kliniki Gastroenterologii i Chorób Przemiany Materii Akademii Medycznej w Warszawie, jeden z pionierów polskiej opieki diabetologicznej.

## Życiorys
Artur Czyżyk urodził się w Bodzentynie, w rodzinie nauczycielskiej. Podczas okupacji hitlerowskiej mieszkał w Gorlicach, gdzie uczył się na tajnych kompletach. Egzamin dojrzałości złożył po zakończeniu wojny, w 1945 roku w Liceum im. Marcina Kromera w Gorlicach, po czym rozpoczął studia na Wydziale Lekarskim Uniwersytetu Jagiellońskiego. Dyplom lekarza uzyskał 1 lutego 1951 roku, w tym samym roku uzyskał stopień doktora nauk medycznych i rozpoczął pracę w III Klinice Chorób Wewnętrznych Akademii Medycznej w Warszawie, pod kierunkiem profesora Jakuba Węgierki.
Habilitację uzyskał w 1960 roku na podstawie rozprawy Zachowanie się azotu aminowego i wolnych aminokwasów osocza w cukrzycy. W 1965 roku został ordynatorem Oddziału Chorób Wewnętrznych Lecznicy Ministerstwa Zdrowia i Opieki Społecznej i pozostawał na tym stanowisku do 1997 roku. W latach 1965–1966 pełnił funkcję ordynatora III Oddziału Chorób Wewnętrznych Szpitala Praskiego, następnie do maja 1968 roku II Oddziału Chorób Wewnętrznych Centralnego Szpitala Klinicznego MSW. W czerwcu 1968 roku został kierownikiem III Kliniki Chorób Wewnętrznych (od 1975 roku Kliniki Gastroenterologii i Chorób Przemiany Materii) Akademii Medycznej w Warszawie. Od 1970 do 1975 roku pełnił funkcję prodziekana I Wydziału Lekarskiego, od 1972 do 1975 roku prorektora Akademii Medycznej. W 1971 roku został mianowany profesorem nadzwyczajnym, w 1980 roku otrzymał tytuł profesora zwyczajnego. Od 1981 roku był również dyrektorem Instytutu Chorób Wewnętrznych I Wydziału Lekarskiego Akademii Medycznej.
W obszar jego zainteresowań naukowych wchodziła głównie diabetologia, a także inne zaburzenia metaboliczne i choroby wątroby. Stworzył podstawy opieki diabetologicznej nad kobietami chorymi na cukrzycę będącymi w ciąży lub planującymi ciążę, diabetykami z zaburzeniami widzenia oraz dziećmi chorymi na cukrzycę. Jego dorobek naukowy obejmuje około 350 pozycji publikowanych, z których więcej niż połowa ukazała się w międzynarodowych czasopismach specjalistycznych, monografię Patofizjologia i klinika cukrzycy (1987) oraz 35 rozdziałów w podręcznikach i monografiach. 
Był promotorem 31 doktoratów i opiekunem ośmiu habilitacji; członkiem komitetu ekspertów do spraw cukrzycy Światowej Organizacji Zdrowia oraz Polskiego Towarzystwa Diabetologicznego (w 1995 roku uzyskał tytuł członka honorowego). Pełnił funkcję redaktora naczelnego pism Acta Medica Polona i Polskie Archiwum Medycyny Wewnętrznej.
Odznaczony między innymi Krzyżami Kawalerskim (1970) i Oficerskim (2000) Orderu Odrodzenia Polski i Medalem Komisji Edukacji Narodowej (1995); posiadał tytuły Zasłużonego Nauczyciela i Zasłużonego Lekarza PRL.
30 września 1997 przeszedł na emeryturę; zmarł 15 lipca 2012 roku.